# 柳津虚空蔵尊 (登米市)
柳津虚空蔵尊（やないづこくうぞうそん）は、宮城県登米市津山町柳津にある真言宗智山派の寺院。山号は柳津山宝性院。本尊は虚空蔵菩薩。
なお福島県河沼郡柳津町にも、同じ「柳津虚空蔵尊」を名乗る円蔵寺（柳津福滿虚空藏堂・靈巖山圓藏禪寺、妙心寺派）がある。混同されることも多いため、円蔵寺を「会津柳津虚空蔵尊」、当寺を「宮城柳津虚空蔵尊」などと表記して区別することがある。

## 歴史
寺伝では神亀3年（726年）9月、行基が勅命を受けて東国を巡遊中に当地に寄り、大きさ1尺2寸の虚空蔵菩薩を刻んだ。翌月黄土山の嶺に創立したとされる。
宝亀2年（771年）、多賀城に赴任していた大伴家持が会津、山口、当地に安置される仏像とも行基の作であることから33年毎に開帳するように進言し定まったとされる。
弘仁9年（818年）に弘法大師が当地を訪れ、長さ8寸の大黒天、1尺2寸の毘沙門天を安置し、本堂を現在の地に移した。
中世はしばしば野火にあったが、現在に至り、最近では平成28年（2016年）に開帳が行われた。

## 境内
境内には多くの建築物が点在している。
- 本堂、山門・仁王堂、なで牛、なで寅、子安観音、子育延命地蔵尊、弘法大師堂、稲荷堂、弁天堂、薬師堂、天神堂

## 指定文化財

### 鵲橋
小倉百人一首にも選ばれている「鵲の渡れる橋におく霜の　白きを見れば夜ぞ更けにけり」は大伴家持が当地で出会った清楚端麗な乙女への郷愁を当地にある橋上で詠んだものとされる。
現在の橋は日清・日露戦争の戦勝を記念して1906年（明治39年）12月に建立、1961年（昭和36年）に改築された。
2003年（平成15年）4月1日に津山町（当時）から文化財として指定され、登米市移行後も継続している。
2019年10月の台風19号では、この橋も被害を受けて崩落したが、再建された。

### 天然記念物
1994年（平成6年）4月1日、以下が津山町（当時）から天然記念物に指定された。
- ケヤキ、杉並木、カヤ、イチョウ
  - いずれも巨木であり、推定樹齢はケヤキ400年、杉並木500年、イチョウ400年、カヤ300年とされる。

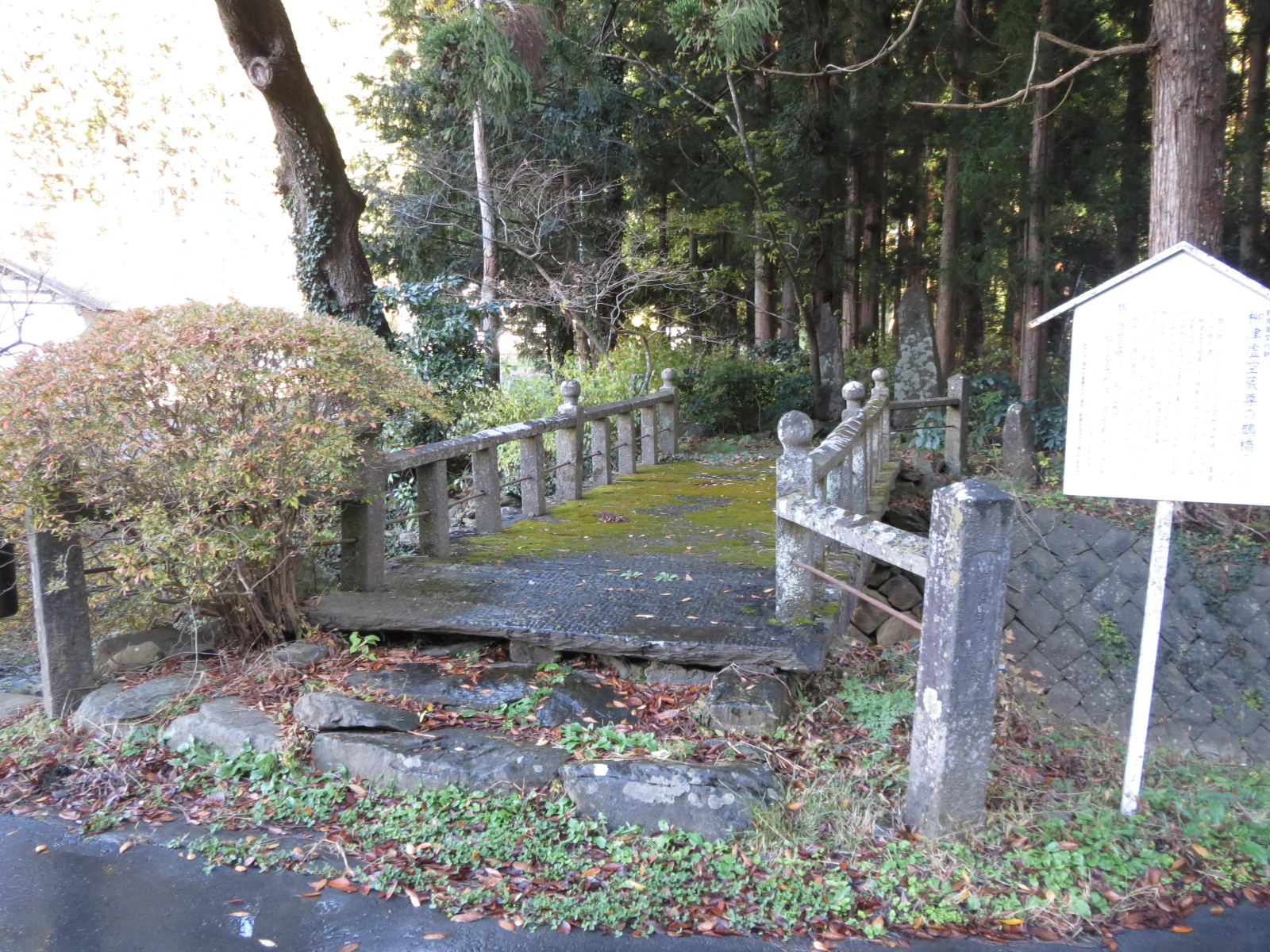
鵲橋
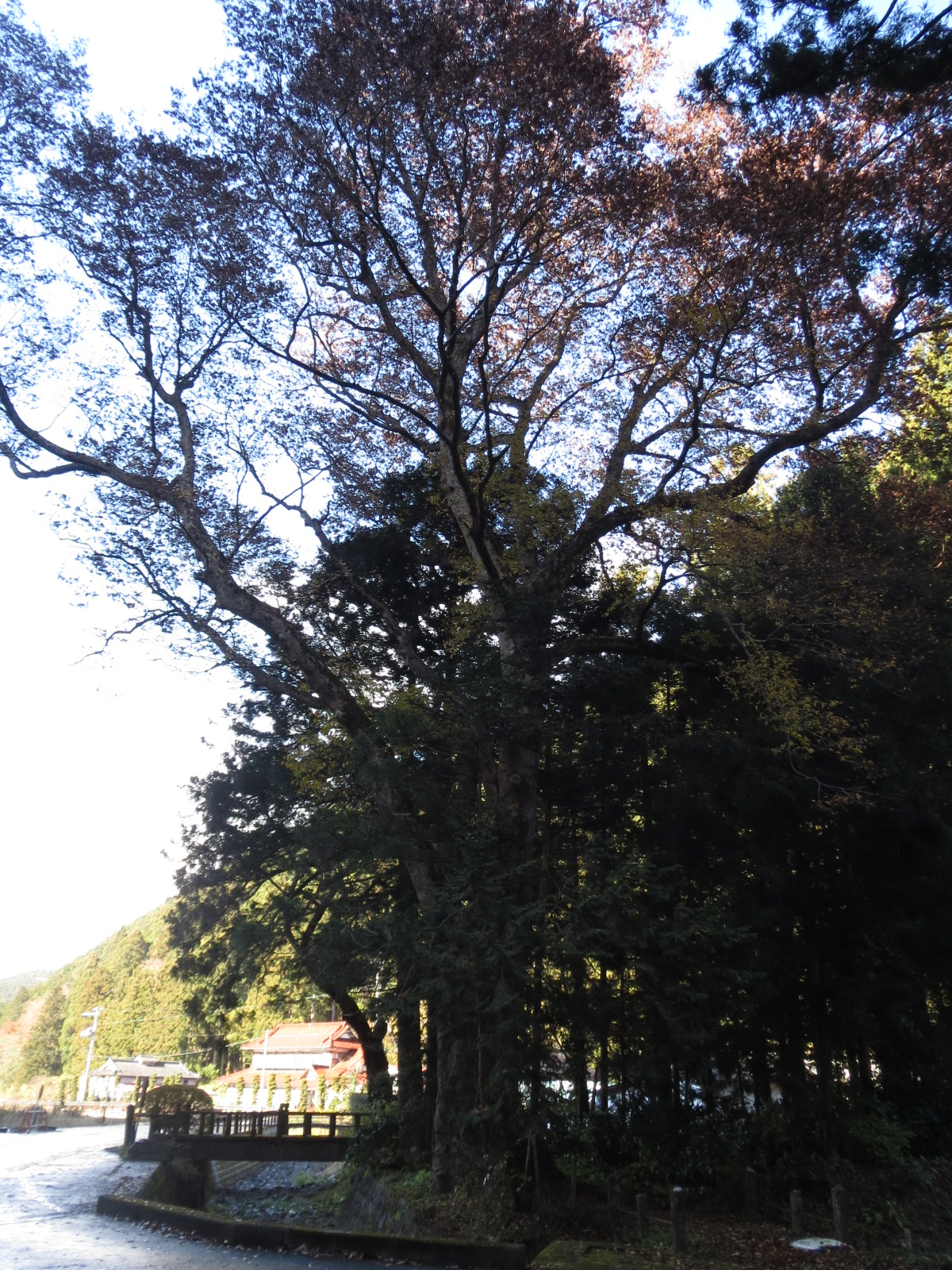
ケヤキ
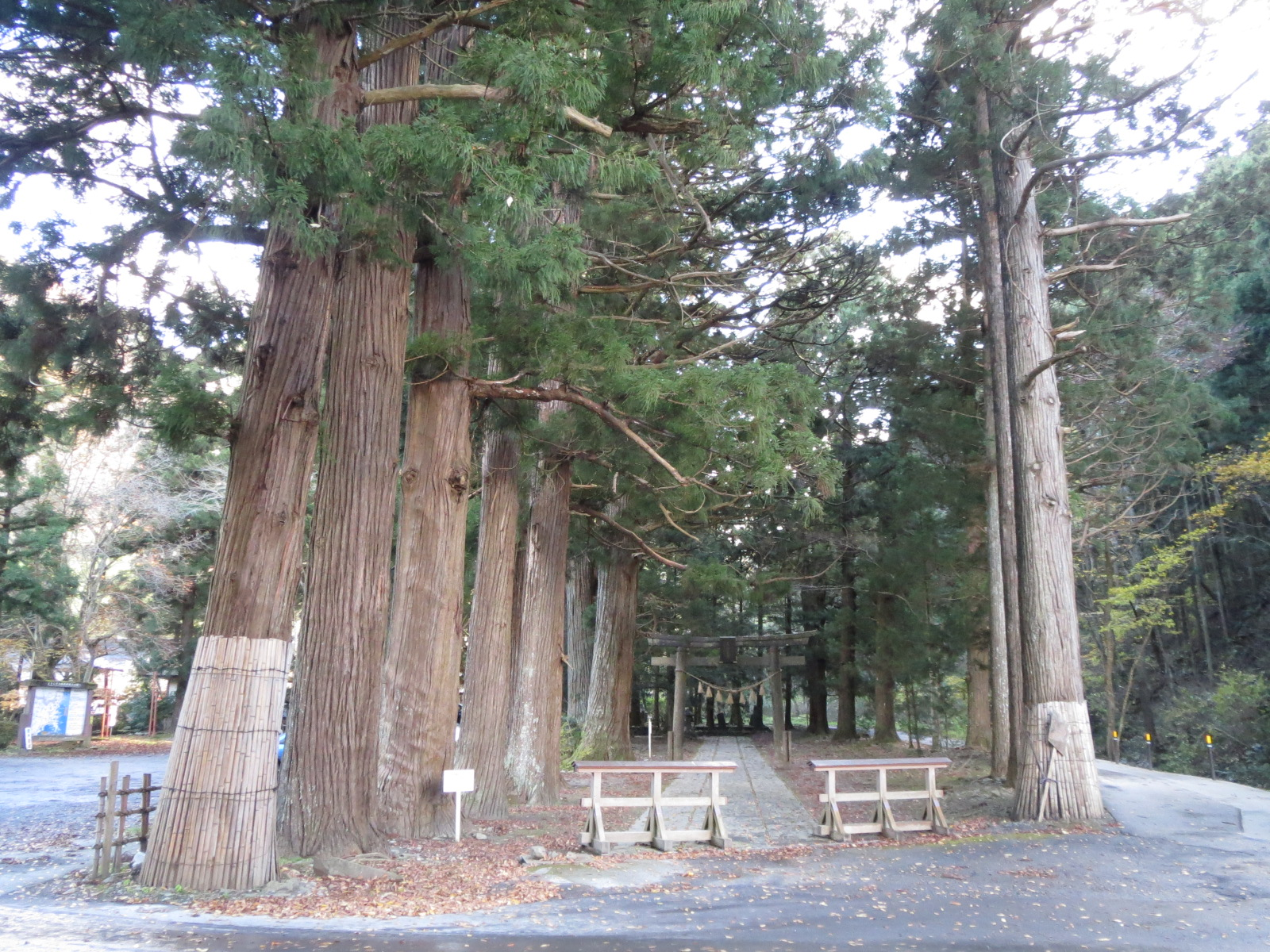
杉並木
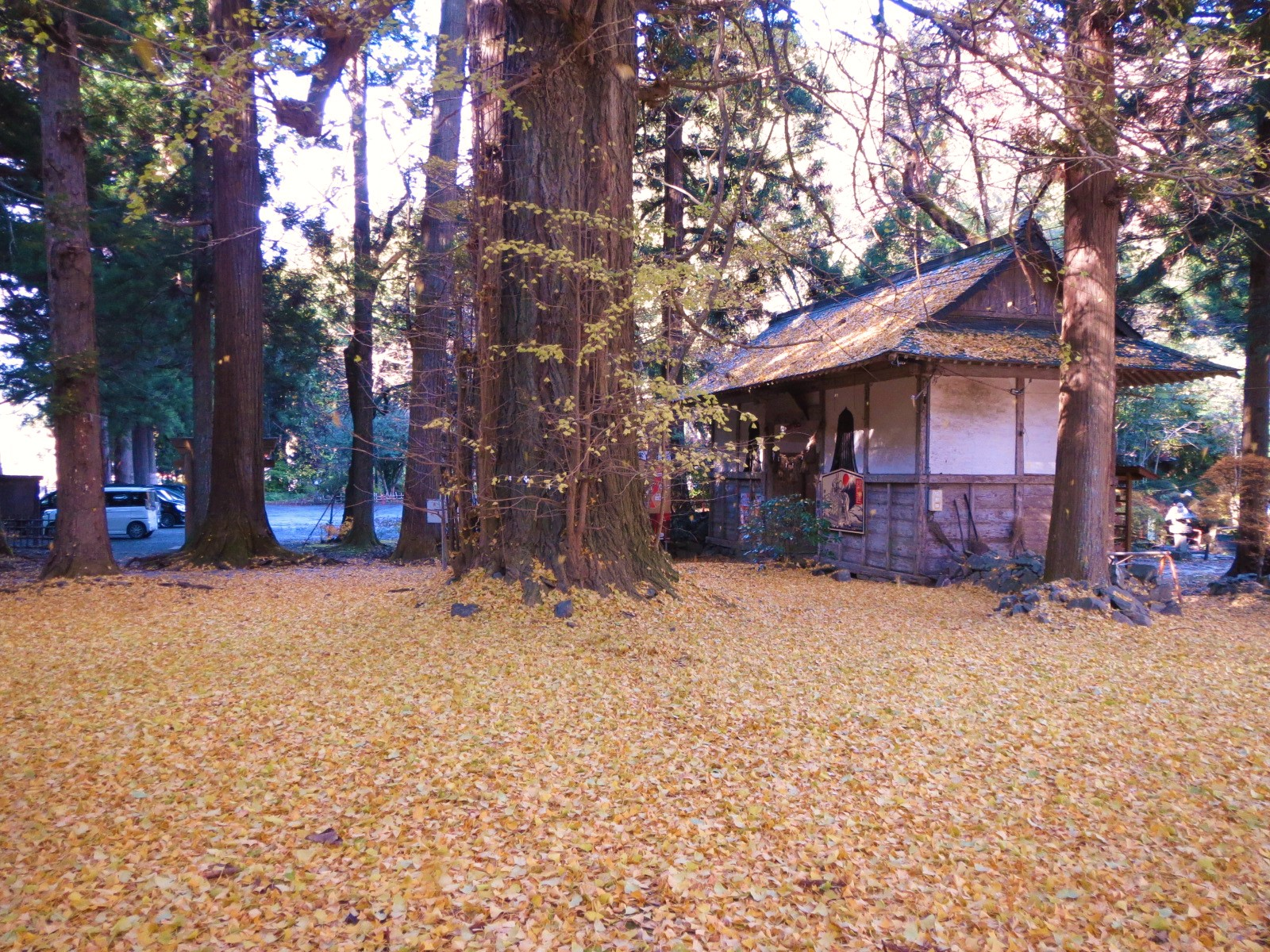
イチョウとその落葉

## 台風１９号豪雨
2019年10月の台風１９号（令和元年東日本台風）では、登米市内各所で水害が発生。
当境内でも川が氾濫するなどの被害があったが、市内外からボランティアが駆け付けた。